# 84921 Морколаб
84921 Морколаб (84921 Morkoláb) — астероїд головного поясу, відкритий 9 листопада 2003 року.
Тіссеранів параметр щодо Юпітера — 3,350.